# Théoden
Théoden este un personaj fictiv din trilogia Stăpânul Inelelor de J. R. R. Tolkien. Théoden este al șaptesprezecelea rege al Rohanului.

## Biografia
Théoden s-a născut în anul 2948, Al treilea Ev în Gondor, unde pe atunci locuia tatǎl sǎu, regele Rohanului Tengel, și mama sa, Morven din Lossarnaha. Théoden era singurul lor fiu. Nevasta sa a murit a murit la nașterea unicului lor fiu, Theodred.
În anul 2980 Théoden a fost numit regele Rohanului, înlocuind-ul pe tatăl sau.
În anul 3002 E.T. a murit Eomund, soțul surorii lui Théoden, Theodwin. În scurt timp a murit și ea. Théoden i-a primit în casa lui pe copiii lui Eomund și Theodwin - Éomer si Éowyn, pe care i-a crescut ca pe proprii săi copii.